# MNS-systemet
MNS-systemet är ett blodgruppssystem hos människa som påvisades första gången 1927, av Karl Landsteiner och Levin. Det härrör från gener i kromosom 4. Det finns över 40 antigener i systemet, men de fem vanligaste kallas M, N, S, s och U, och antikroppar mot alla fem har befunnits ha samband med transfusionsreaktioner.